# Усович, Илона Викторовна
Ило́на Ви́кторовна Усо́вич (род. 14 ноября 1982 года в г. Червень, Минская область, Белорусская ССР) — белорусская бегунья, выступающая на дистанции 400 метров. Многократная призёрка чемпионатов мира и Европы в составе сборной Белоруссии в эстафете 4×400 м.
Младшая сестра Светланы Усович, также выступающей в беге на 400 метров.

## Достижения
- Вице-чемпионка Европы 2007 года в закрытых помещениях в беге на 400 м
- полуфиналистка чемпионата мира 2005 и 2006 (з).
- в эстафете 4х400 м — серебро ЧМ-2004 (з), бронзовая — ЧМ-2006 (з), серебро ЧМ-2008 (з), серебро ЧЕ-2006, золото ЧЕ-2007 (з)
- рекордсменка Белоруссии
- чемпионка Белоруссии-2006
- рекорд Белоруссии в беге на 600 м (1 мин. 25,91) 1-2 февраля 2008, открытое первенство Могилёвского училища олимпийского резерва оп легкой атлетике, Могилёв, спорткомплекс «Олимпиец»[2] В 2009 родилась дочь Алексеева Варвара дата рождения 16.12.09